# Marc Cerboni
Marc Yves Michel Cerboni (* 20. Oktober 1955 in Nizza; † 2. Dezember 1990 in Saint-Étienne-de-Tinée) war ein französischer Florettfechter.

## Erfolge
Marc Cerboni nahm 1984 an den Olympischen Spielen in Los Angeles als Mitglied der Florett-Mannschaft teil, mit der er ins Halbfinale einzog. Dieses verlor die französische Equipe mit 7:9 gegen Italien und traf im Gefecht um den dritten Platz auf Österreich. Gemeinsam mit Patrick Groc, Pascal Jolyot, Philippe Omnès und Frédéric Pietruszka bezwang er Österreich mit 9:3 und gewann somit die Bronzemedaille.